# 池上新町
池上新町（いけがみしんちょう）は、神奈川県川崎市川崎区の地名。現行行政地名は池上新町1丁目から池上新町3丁目。住居表示実施済み区域。

## 地理
川崎区の中央部に位置し、北東に四谷上町、東に四谷下町、南東に塩浜、南に池上町・桜本、西に藤崎、北に観音と接している。

## 歴史

### 沿革
- 1967年（昭和42年）7月1日 - 住居表示の実施に伴い、池上新田と大島の各一部を分離し、池上新町1丁目から池上新町2丁目を新設。
- 1967年（昭和42年）10月4日 - 住居表示の実施に伴い、池上新町3丁目を新設。
- 1972年（昭和47年）4月1日 - 川崎市が政令指定都市の制定に伴い、川崎区が新設。川崎市川崎区池上新町（1〜3丁目）となる[5][6]。

## 世帯数と人口
2025年（令和7年）6月30日現在（川崎市発表）の世帯数と人口は以下の通りである。
| 丁目          | 世帯数    | 人口    |
| ------------- | --------- | ------- |
| 池上新町1丁目 | 671世帯   | 1,037人 |
| 池上新町2丁目 | 1,798世帯 | 3,273人 |
| 池上新町3丁目 | 110世帯   | 142人   |
| 計            | 2,579世帯 | 4,452人 |

### 人口の変遷
国勢調査による人口の推移。
| 年                 | 人口  |
| ------------------ | ----- |
| 1995年（平成7年）  | 4,052 |
| 2000年（平成12年） | 4,268 |
| 2005年（平成17年） | 4,320 |
| 2010年（平成22年） | 4,315 |
| 2015年（平成27年） | 4,244 |
| 2020年（令和2年）  | 4,324 |

### 世帯数の変遷
国勢調査による世帯数の推移。
| 年                 | 世帯数 |
| ------------------ | ------ |
| 1995年（平成7年）  | 1,555  |
| 2000年（平成12年） | 1,694  |
| 2005年（平成17年） | 1,865  |
| 2010年（平成22年） | 1,974  |
| 2015年（平成27年） | 2,063  |
| 2020年（令和2年）  | 2,251  |

## 学区
市立小・中学校に通う場合、学区は以下の通りとなる（2025年1月時点）。
| 丁目          | 番・番地等 | 小学校               | 中学校               |
| ------------- | ---------- | -------------------- | -------------------- |
| 池上新町1丁目 | 全域       | 川崎市立さくら小学校 | 川崎市立桜本中学校   |
| 池上新町2丁目 | 全域       | 川崎市立藤崎小学校   | 川崎市立川中島中学校 |
| 池上新町3丁目 | 全域       | 川崎市立藤崎小学校   | 川崎市立川中島中学校 |

## 事業所
2021年（令和3年）現在の経済センサス調査による事業所数と従業員数は以下の通りである。
| 丁目          | 事業所数  | 従業員数 |
| ------------- | --------- | -------- |
| 池上新町1丁目 | 24事業所  | 268人    |
| 池上新町2丁目 | 85事業所  | 691人    |
| 池上新町3丁目 | 41事業所  | 1,519人  |
| 計            | 150事業所 | 2,478人  |

### 事業者数の変遷
経済センサスによる事業所数の推移。
| 年                 | 事業者数 |
| ------------------ | -------- |
| 2016年（平成28年） | 158      |
| 2021年（令和3年）  | 150      |

### 従業員数の変遷
経済センサスによる従業員数の推移。
| 年                 | 従業員数 |
| ------------------ | -------- |
| 2016年（平成28年） | 2,387    |
| 2021年（令和3年）  | 2,478    |

## 施設
- 川崎臨港警察署
- 川崎市消防局臨港消防署
- 川崎市立桜本中学校
- 川崎市立田島支援学校 桜校
- コストコ 川崎倉庫店

## その他

### 日本郵便
- 郵便番号 : 210-0832[3]（集配局 : 川崎港郵便局[17]）

### 警察
町内の警察の管轄区域は以下の通りである。
| 丁目          | 番・番地等 | 警察署         | 交番・駐在所 |
| ------------- | ---------- | -------------- | ------------ |
| 池上新町1丁目 | 全域       | 川崎臨港警察署 | 浜町交番     |
| 池上新町2丁目 | 全域       | 川崎臨港警察署 | 浜町交番     |
| 池上新町3丁目 | 全域       | 川崎臨港警察署 | 浜町交番     |